# Castanopsis catappifolia
Castanopsis catappifolia är en bokväxtart som beskrevs av George King och Joseph Dalton Hooker. Castanopsis catappifolia ingår i släktet Castanopsis och familjen bokväxter. Inga underarter finns listade.